# Aspilota nonna
Aspilota nonna är en stekelart som beskrevs av Sergey A. Belokobylskij. Aspilota nonna ingår i släktet Aspilota och familjen bracksteklar. Inga underarter finns listade.